# Mercury (Marvel)
Mercury (echte naam Cessily Kincaid) is een personage uit de strips van Marvel Comics. Ze is een mutant en een student aan de mutantenschool van Charles Xavier. Ze verscheen voor het eerst in New Mutants (volume 2) #2.

## Biografie
Cessily Kincaid werd geboren en opgevoed in Portland. Toen Cessily’s mutatie zich begon te ontwikkelen dwongen haar ouders haar om binnen te blijven en zo haar mutatie te verbergen. Ze werd uiteindelijk naar Xaviers school gestuurd waar ze vrienden werd met Hellion. Ze werd hier door Emma Frost uitgekozen als een van haar nieuwe Hellions. Hier nam ze ook de naam Mercury aan.
Na de gebeurtenissen uit House of M behielden slechts 27 studenten van de school hun krachten. Cessily was daar ook een van, hoewel ze het liefste haar krachten had verloren zodat haar ouders haar zouden accepteren. De overgebleven studenten worden door Emma Frost in een nieuw team samengebracht als de New X-Men.

## Krachten
Mercury's lichaam bestaat geheel uit niet giftig kwik. Ze kan haar lichaam op commando vloeibaar maken en op allerlei manieren veranderen. Mercury is echter nog onervaren in deze gedaanteveranderingen.
Elektriciteit is haar grootste zwakheid, en dit is dan ook al meerder malen tegen haar gebruikt.

## Alternatieve versie
In de Hous of M realiteit gecreëerd door Scarlet Witch was Cessily een student aan Karma’s New Mutant Leadership Institute.